# سرجس صلب
سرجس صلب (الاسم العلمي:Sargassum robustum) هو نوع من الطلائعيات يتبع جنس السرجس من فصيلة السرجسية.